# Sport-Club Paderborn 07 2014-2015
Questa voce raccoglie le informazioni del Paderborn 07 nelle competizioni ufficiali della stagione 2014-2015.

## Stagione
Per il club della Renania Settentrionale-Vestfalia si tratta della 1ª stagione nella Bundesliga.
L'esordio in campionato è dei migliori per il Paderborn 07, che viene sconfitto solo alla 5ª giornata 4-0 sul campo del Bayern Monaco

## Maglie e sponsor
Ecco le maglie usate dal Paderborn 07 nella stagione 2014-2015.
| Casa | Trasferta | Terza divisa |

## Organigramma societario
Dati ricavati dal sito ufficiale del Paderborn 07.
Area direttiva
- Presidente: Wilfried Finke
- Vicepresidente: Josef Ellebracht
- Direzione amministrativa: Elmar Volkmann
- Amministratore delegato: Martin Hornberger
- Amministrazione: Völkel Dr. Rüdiger, Elmar Meier e Michael Neitemeier

Area organizzativa
- Kit manager: Michael Heppner

Area comunicazione
- Direttore Comunicazione: Matthias Hack
- Direttore Marketing: Marcus Rüther
- Marketing: Benjamin Bruns

Area tecnica
- Manager sportivo: Michael Born
- Allenatore: André Breitenreiter
- Allenatori in seconda: Asif Saric e Volkan Bulut
- Responsabile Settore Giovanile: Florian Fulland
- Direttore del settore giovanile: René Müller
- Preparatore dei portieri: Simon Henzler
- Preparatore atletico: Tobias Stock

Area sanitaria
- Responsabile settore medico: Dr. Hans Walter Hemmen
- Medici sociali: Dr. Mathias Porsch e Dr. Thomas Teßarek
- Fisioterapisti: Andre Fabri, Henrik Lange, Ekkehard Schurig e Jörg Liebeck

## Rosa
Rosa aggiornata al 30 luglio 2014.
| N. |                     | Ruolo | Calciatore          |
| -- | ------------------- | ----- | ------------------- |
| 1  | Germania (bandiera) | P     | Lukas Kruse         |
| 2  | Germania (bandiera) | D     | Uwe Hünemeier       |
| 3  | Spagna (bandiera)   | D     | Rafa                |
| 4  | Germania (bandiera) | C     | Lukas Rupp          |
| 5  | Germania (bandiera) | D     | Patrick Ziegler     |
| 6  | Germania (bandiera) | C     | Marvin Bakalorz     |
| 7  | Germania (bandiera) | C     | Jens Wemmer         |
| 8  | Germania (bandiera) | C     | Mario Vrančić       |
| 9  | Germania (bandiera) | A     | Stefan Kutschke     |
| 10 | Turchia (bandiera)  | A     | Mahir Sağlık        |
| 11 | Germania (bandiera) | C     | Moritz Stoppelkamp  |
| 12 | Germania (bandiera) | P     | Alexander Nübel     |
| 13 | Germania (bandiera) | D     | Christian Strohdiek |
| 14 | Germania (bandiera) | C     | Thomas Bertels      |
| 15 | Germania (bandiera) | A     | Elias Kachunga      |

| N. |                       | Ruolo | Calciatore       |
| -- | --------------------- | ----- | ---------------- |
| 17 | Albania (bandiera)    | C     | Alban Meha       |
| 19 | Germania (bandiera)   | P     | Nico Burchert    |
| 20 | Germania (bandiera)   | C     | Marc Vucinovic   |
| 21 | Germania (bandiera)   | C     | Daniel Brückner  |
| 22 | Germania (bandiera)   | D     | Michael Heinloth |
| 23 | Montenegro (bandiera) | C     | Mirnes Pepić     |
| 24 | Germania (bandiera)   | A     | Viktor Maier     |
| 25 | Germania (bandiera)   | D     | Martin Amedick   |
| 26 | Germania (bandiera)   | D     | Florian Hartherz |
| 27 | Algeria (bandiera)    | C     | Idir Ouali       |
| 28 | Germania (bandiera)   | D     | Tim Welker       |
| 30 | Germania (bandiera)   | C     | Süleyman Koç     |
| 33 | Germania (bandiera)   | P     | Daniel Lück      |
| 34 | Germania (bandiera)   | A     | Marvin Ducksch   |

## Calciomercato

### Sessione estiva(dall'1/7 al 2/9)
| Acquisti | Acquisti           | Acquisti              | Acquisti              |  |
| R.       | Nome               | da                    | Modalità              |  |
| -------- | ------------------ | --------------------- | --------------------- |  |
| C        | Moritz Stoppelkamp | Monaco 1860           | definitivo (700000 €) |  |
| A        | Elias Kachunga     | Borussia M'gladbach   | definitivo (300000 €) |  |
| A        | Stefan Kutschke    | Wolfsburg             | definitivo (300000 €) |  |
| C        | Marvin Bakalorz    | Eintracht Francoforte | definitivo (150000 €) |  |
| A        | Marvin Ducksch     | Borussia Dortmund     | prestito              |  |
| D        | Rafa               | Getafe                | gratuito              |  |
| C        | Idir Ouali         | Dinamo Dresda         | gratuito              |  |
| C        | Lukas Rupp         | Borussia M'gladbach   | gratuito              |  |
| A        | Viktor Maier       | SV Lippstadt 08       | definitivo (50000 €)  |  |
| P        | Alexander Nübel    | Paderborn 07 U19      | gratuito              |  |
| C        | Manuel Zeitz       | Saarbrücken           | fine prestito         |  |
| D        | Fabian Scheffer    | Carl Zeiss Jena       | fine prestito         |  |

| Cessioni | Cessioni           | Cessioni              | Cessioni      |
| R.       | Nome               | a                     | Modalità      |
| -------- | ------------------ | --------------------- | ------------- |
| C        | Manuel Zeitz       | Energie Cottbus       | gratuito      |
| D        | Fabian Scheffer    | Kaiserslautern II     | gratuito      |
| C        | Sebastian Schonlau | Verl                  | prestito      |
| A        | Saliou Sané        | Holstein Kiel         | prestito      |
| A        | Rick ten Voorde    | Dordrecht             | prestito      |
| C        | Markus Krösche     |                       | ritiro        |
| D        | Markus Palionis    |                       | svincolato    |
| D        | Martin Amedick     | Paderborn II          | prestito      |
| A        | Elias Kachunga     | Borussia M'gladbach   | fine prestito |
| A        | Johannes Wurtz     | Werder Brema          | fine prestito |
| C        | Marvin Bakalorz    | Eintracht Francoforte | fine prestito |

### Sessione invernale (dal 3/1 al 31/1)
| Acquisti | Acquisti    | Acquisti       | Acquisti              |
| R.       | Nome        | da             | Modalità              |
| -------- | ----------- | -------------- | --------------------- |
| A        | Srđan Lakić | Kaiserslautern | definitivo (800000 €) |

| Cessioni | Cessioni     | Cessioni             | Cessioni              |
| R.       | Nome         | a                    | Modalità              |
| -------- | ------------ | -------------------- | --------------------- |
| A        | Viktor Maier | Alemannia Aquisgrana | definitivo (125000 €) |

## Risultati

### Bundesliga

#### Girone di andata
| Arbitro: | Sippel |

|                            |           |                            |
| Kachunga 37’ Hünemeier 87’ | Marcatori | 33’ Okazaki 90’ (rig.) Koo |

| Arbitro: | Dankert |

|  |           |                                          |
|  | Marcatori | 29’ Kachunga 68’ Vrančić 87’ Stoppelkamp |

| Paderborn 13 settembre 2014, ore 15:30 CEST 3ª giornata | Paderborn | 0 – 0 referto | Colonia | Benteler-Arena (14 993 spett.)\| Arbitro: \| Gagelmann \| |
| Arbitro:                                                | Gagelmann |               |         |                                                           |

| Arbitro: | Kircher |

|                              |           |  |
| Kachunga 71’ Stoppelkamp 90’ | Marcatori |  |

| Arbitro: | Stegemann |

|                                          |           |  |
| Götze 8’, 78’ Lewandowski 14’ Müller 85’ | Marcatori |  |

| Arbitro: | Fritz |

|            |           |                         |
| Wemmer 70’ | Marcatori | 8’ Herrmann 14’ Raffael |

| Arbitro: | Perl |

|                          |           |                         |
| Bender 42’ Bellarabi 90’ | Marcatori | 20’ Koç 87’ Stoppelkamp |

| Arbitro: | Aytekin |

|                                        |           |           |
| Ducksch 66’ Hünemeier 79’ Kutschke 85’ | Marcatori | 57’ Meier |

| Arbitro: | Hartmann |

|             |           |  |
| Volland 73’ | Marcatori |  |

| Arbitro: | Drees |

|                                    |           |           |
| Bakalorz 28’ Kachunga 52’ Meha 75’ | Marcatori | 41’ Kalou |

| Arbitro: | Siebert |

|                                    |           |  |
| Werner 7’, 47’ Callsen-Bracker 68’ | Marcatori |  |

| Arbitro: | Stark |

|                     |           |                         |
| Rupp 60’ Sağlık 81’ | Marcatori | 12’ Aubameyang 45’ Reus |

| Arbitro: | Kircher |

|                                                 |           |  |
| Junuzović 10’ Selke 48’ Bartels 50’ Ayçiçek 80’ | Marcatori |  |

| Arbitro: | Sippel |

|              |           |                   |
| Kachunga 89’ | Marcatori | 18’ (rig.) Darida |

| Arbitro: | Gräfe |

|                 |           |                 |
| Rafa 17’ (aut.) | Marcatori | 51’ (rig.) Meha |

| Arbitro: | Fritz |

|                  |           |                                  |
| Ayhan 31’ (aut.) | Marcatori | 44’ Choupo-Moting 78’ Neustädter |

| Stoccarda 20 dicembre 2014, ore 15:30 CET 17ª giornata | Stoccarda | 0 – 0 referto | Paderborn | Mercedes-Benz Arena (55 000 spett.)\| Arbitro: \| Stieler \| |
| Arbitro:                                               | Stieler   |               |           |                                                              |

#### Girone di ritorno
| Arbitro: | Hartmann |

|                                                         |           |  |
| Malli 6’, 46’ de Blasis 69’ Allagui 82’ Geis 87’ (rig.) | Marcatori |  |

| Arbitro: | Gagelmann |

|  |           |                                                |
|  | Marcatori | 2’ (rig.) van der Vaart 72’ Jansen 90’ Stieber |

| Colonia 7 febbraio 2015, ore 15:30 CET 20ª giornata | Colonia | 0 – 0 referto | Paderborn | RheinEnergieStadion (49 500 spett.)\| Arbitro: \| Dingert \| |
| Arbitro:                                            | Dingert |               |           |                                                              |

| Arbitro: | Drees |

|             |           |                    |
| Marcelo 66’ | Marcatori | 72’ Lakić 79’ Meha |

| Arbitro: | Dankert |

|  |           |                                                                   |
|  | Marcatori | 24’, 37’ Lewandowski 63’ (rig.), 86’ Robben 72’ Ribéry 78’ Weiser |

| Arbitro: | Weiner |

|                          |           |  |
| Johnson 18’ Herrmann 81’ | Marcatori |  |

| Arbitro: | Siebert |

|  |           |                               |
|  | Marcatori | 73’ Papadopoulos 84’, 90’ Son |

| Arbitro: | Winkmann |

|                                              |           |  |
| Meier 27’ Stendera 42’ Aigner 55’ Valdez 82’ | Marcatori |  |

| Paderborn 21 marzo 2015, ore 15:30 CET 26ª giornata | Paderborn | 0 – 0 referto | Hoffenheim | Benteler-Arena (14 401 spett.)\| Arbitro: \| Schmidt \| |
| Arbitro:                                            | Schmidt   |               |            |                                                         |

| Arbitro: | Sippel |

|                        |           |  |
| Stocker 68’ Schulz 88’ | Marcatori |  |

| Arbitro: | Stieler |

|                        |           |              |
| Kachunga 48’ Lakić 60’ | Marcatori | 52’ Højbjerg |

| Arbitro: | Brych |

|                                          |           |  |
| Mxit'aryan 48’ Aubameyang 55’ Kagawa 80’ | Marcatori |  |

| Arbitro: | Meyer |

|                             |           |                        |
| Vrančić 25’ Stoppelkamp 27’ | Marcatori | 45’ Selke 75’ Hajrović |

| Arbitro: | Gräfe |

|              |           |               |
| Petersen 40’ | Marcatori | 70’, 80’ Rupp |

| Arbitro: | Schmidt |

|          |           |                         |
| Rupp 90’ | Marcatori | 16’ Klose 25’, 82’ Dost |

| Arbitro: | Dankert |

|                      |           |  |
| Hünemeier 88’ (aut.) | Marcatori |  |

| Arbitro: | Aytekin |

|              |           |                        |
| Vucinovic 4’ | Marcatori | 36’ Didavi 72’ Ginczek |

### Coppa di Germania
| Arbitro: | Osmers |

|                        |           |         |
| Jung 43’ Fandrich 109’ | Marcatori | 27’ Koç |

## Statistiche

### Statistiche di squadra
| Competizione      | Punti | In casa | In casa | In casa | In casa | In casa | In casa | In trasferta | In trasferta | In trasferta | In trasferta | In trasferta | In trasferta | Totale | Totale | Totale | Totale | Totale | Totale | DR  |
| Competizione      | Punti | G       | V       | N       | P       | Gf      | Gs      | G            | V            | N            | P            | Gf           | Gs           | G      | V      | N      | P      | Gf     | Gs     | DR  |
| ----------------- | ----- | ------- | ------- | ------- | ------- | ------- | ------- | ------------ | ------------ | ------------ | ------------ | ------------ | ------------ | ------ | ------ | ------ | ------ | ------ | ------ | --- |
| Bundesliga        | 31    | 17      | 4       | 6       | 7       | 21      | 31      | 17           | 3            | 4            | 10           | 10           | 34           | 34     | 7      | 10     | 17     | 31     | 65     | -34 |
| Coppa di Germania | -     | 0       | 0       | 0       | 0       | 0       | 0       | 1            | 0            | 0            | 1            | 1            | 2            | 1      | 0      | 0      | 1      | 1      | 2      | -1  |
| Totale            | -     | 17      | 4       | 6       | 7       | 21      | 31      | 18           | 3            | 4            | 11           | 11           | 36           | 35     | 7      | 10     | 18     | 32     | 67     | -35 |

### Andamento in campionato
| Giornata  | 1 | 2 | 3 | 4 | 5 | 6  | 7 | 8 | 9 | 10 | 11 | 12 | 13 | 14 | 15 | 16 | 17 | 18 | 19 | 20 | 21 | 22 | 23 | 24 | 25 | 26 | 27 | 28 | 29 | 30 | 31 | 32 | 33 | 34 |
| --------- | - | - | - | - | - | -- | - | - | - | -- | -- | -- | -- | -- | -- | -- | -- | -- | -- | -- | -- | -- | -- | -- | -- | -- | -- | -- | -- | -- | -- | -- | -- | -- |
| Luogo     | C | T | C | C | T | C  | T | C | T | C  | T  | C  | T  | C  | T  | C  | T  | T  | C  | T  | T  | C  | T  | C  | T  | C  | T  | C  | T  | C  | T  | C  | T  | C  |
| Risultato | N | V | N | V | P | P  | N | V | P | V  | P  | N  | P  | N  | N  | P  | N  | P  | P  | N  | V  | P  | P  | P  | P  | N  | P  | V  | P  | N  | V  | P  | P  | P  |
| Posizione | 6 | 2 | 5 | 1 | 7 | 11 | 9 | 7 | 8 | 7  | 9  | 10 | 11 | 10 | 10 | 12 | 10 | 13 | 14 | 15 | 12 | 15 | 16 | 16 | 16 | 17 | 17 | 16 | 16 | 17 | 15 | 17 | 18 | 18 |

Legenda:

Luogo: C = Casa; T = Trasferta. Risultato: V = Vittoria; N = Pareggio; P = Sconfitta.

### Statistiche dei giocatori
| Giocatore      | Bundesliga | Bundesliga | Bundesliga  | Bundesliga | Coppa di Germania | Coppa di Germania | Coppa di Germania | Coppa di Germania | Totale   | Totale | Totale      | Totale     |
| Giocatore      | Presenze   | Reti       | Ammonizioni | Espulsioni | Presenze          | Reti              | Ammonizioni       | Espulsioni        | Presenze | Reti   | Ammonizioni | Espulsioni |
| -------------- | ---------- | ---------- | ----------- | ---------- | ----------------- | ----------------- | ----------------- | ----------------- | -------- | ------ | ----------- | ---------- |
| N. Burchert    | -          | -          | -           | -          | -                 | -                 | -                 | -                 | -        | -      | -           | -          |
| L. Kruse       | 34         | 0          | 0           | 0          | 1                 | 0                 | 0                 | 0                 | 35       | 0      | 0           | 0          |
| D. Lück        | -          | -          | -           | -          | -                 | -                 | -                 | -                 | -        | -      | -           | -          |
| A. Nübel       | -          | -          | -           | -          | -                 | -                 | -                 | -                 | -        | -      | -           | -          |
| T. Bertels     | 1          | 0          | 0           | 0          | -                 | -                 | -                 | -                 | 1        | 0      | 0           | 0          |
| F. Hartherz    | 10         | 0          | 1           | 1          | 1                 | 0                 | 1                 | 0                 | 11       | 0      | 2           | 1          |
| M. Heinloth    | 21         | 0          | 2           | 1          | -                 | -                 | -                 | -                 | 21       | 0      | 2           | 1          |
| U. Hünemeier   | 32         | 2          | 4           | 0          | 1                 | 0                 | 0                 | 0                 | 33       | 2      | 4           | 0          |
| Rafa           | 16         | 0          | 2           | 0          | -                 | -                 | -                 | -                 | 16       | 0      | 2           | 0          |
| C. Strohdiek   | 22         | 0          | 2           | 0          | 1                 | 0                 | 1                 | 0                 | 23       | 0      | 3           | 0          |
| T. Welker      | -          | -          | -           | -          | -                 | -                 | -                 | -                 | -        | -      | -           | -          |
| J. Wemmer      | 21         | 1          | 0           | 0          | 1                 | 0                 | 0                 | 0                 | 22       | 1      | 0           | 0          |
| P. Ziegler     | 27         | 0          | 7           | 0          | 1                 | 0                 | 1                 | 0                 | 28       | 0      | 8           | 0          |
| M. Bakalorz    | 29         | 1          | 2           | 1          | 1                 | 0                 | 1                 | 0                 | 30       | 1      | 3           | 1          |
| D. Brückner    | 23         | 0          | 5           | 0          | -                 | -                 | -                 | -                 | 23       | 0      | 5           | 0          |
| S. Koç         | 29         | 1          | 1           | 0          | 1                 | 1                 | 0                 | 0                 | 30       | 2      | 1           | 0          |
| A. Meha        | 18         | 3          | 1           | 0          | -                 | -                 | -                 | -                 | 18       | 3      | 1           | 0          |
| I. Ouali       | 6          | 0          | 1           | 0          | 1                 | 0                 | 0                 | 0                 | 7        | 0      | 1           | 0          |
| M. Pepić       | 2          | 0          | 0           | 0          | -                 | -                 | -                 | -                 | 2        | 0      | 0           | 0          |
| L. Rupp        | 31         | 4          | 3           | 0          | 1                 | 0                 | 0                 | 0                 | 32       | 4      | 3           | 0          |
| M. Stoppelkamp | 27         | 4          | 5           | 0          | 1                 | 0                 | 0                 | 0                 | 28       | 4      | 5           | 0          |
| M. Vrančić     | 30         | 2          | 5           | 0          | 1                 | 0                 | 0                 | 0                 | 31       | 2      | 5           | 0          |
| M. Vucinovic   | 8          | 1          | 0           | 0          | -                 | -                 | -                 | -                 | 8        | 1      | 0           | 0          |
| M. Ducksch     | 9          | 1          | 0           | 0          | -                 | -                 | -                 | -                 | 9        | 1      | 0           | 0          |
| E. Kachunga    | 32         | 6          | 4           | 0          | -                 | -                 | -                 | -                 | 32       | 6      | 4           | 0          |
| S. Kutschke    | 19         | 1          | 1           | 0          | 1                 | 0                 | 0                 | 0                 | 20       | 1      | 1           | 0          |
| S. Lakić       | 17         | 2          | 3           | 0          | -                 | -                 | -                 | -                 | 17       | 2      | 3           | 0          |
| M. Sağlık      | 11         | 1          | 2           | 0          | 1                 | 0                 | 0                 | 0                 | 12       | 1      | 2           | 0          |